# 拜仁慕尼黑1-2诺维奇城 (1993年)
1993年10月19日，作为1993-94赛季欧洲联盟杯第二圈赛事的一部分，拜仁慕尼黑对阵诺维奇城的足球比赛在慕尼黑奥林匹克体育场进行，最终英格兰球队以2-1获胜。杰里米·戈斯和马克·鲍恩相继为诺维奇城建功，拜仁则由克里斯蒂安·内林格尔扳回一城；三个球均是在上半场射入。戈斯在禁区外的凌空抽射破门，被视为诺维奇城历史上最伟大的入球，这场胜利亦是该俱乐部历史上的巅峰之作。
诺维奇城是以首届英超联赛的季军身份晋级这一赛季的欧洲联盟杯，而拜仁则是在1992-93赛季德甲联赛中名列亚军而入围。这是诺维奇城在欧洲赛场的第三场正式比赛，他们于第一圈以总比分3-0淘汰了维特斯；相比之下，拜仁慕尼黑已是第185次参加欧洲三大杯，并在此前以7比3的总比分淘汰特温特而晋级。至第二圈首回合较量，拜仁慕尼黑1-2不敌诺维奇城的赛果在欧洲足坛引起了巨大轰动；这是英国俱乐部唯一一次在奥林匹克体育场战胜拜仁慕尼黑。诺维奇城造就了这场失利，尤为令人吃惊：诺维奇城“在这个级别（的赛事）上只能算个婴儿”，根据高斯的说法，“毫无疑问，拜仁认为这很容易”。德国体育杂志《踢球者》也对拜仁在比赛中的态度提出了批评。
双方的第二回合于1993年11月3日进行，两队以1-1战平，这意味着诺维奇城以总比分3-2晋级。在第三圈的两回合比赛中，他们被最终的冠军国际米兰以2比0淘汰。诺维奇城之后以英超第12名结束了他们的国内赛季，而拜仁慕尼黑则以领先凯泽斯劳滕1分的优势赢得了当季德甲冠军。

## 背景

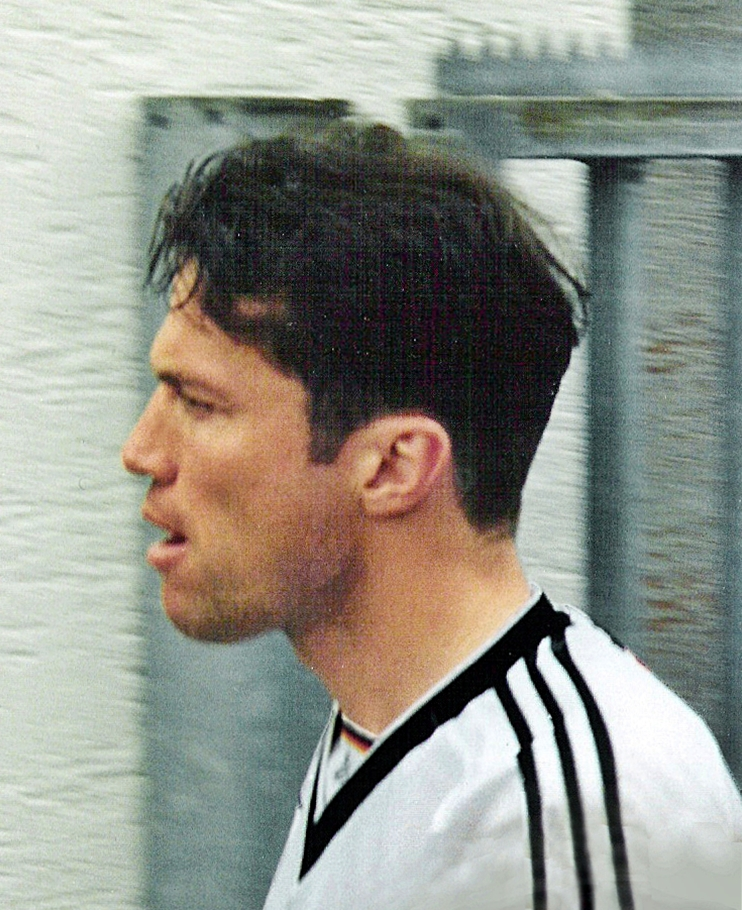
诺维奇城主帅沃克把世界杯冠军成员洛塔尔·马特乌斯（见图）视为拜仁的一个薄弱环节

欧洲联盟杯是由欧洲足球联合会于1971年至1999年间为符合条件的欧洲足球俱乐部举办的年度足球俱乐部赛事。俱乐部根据他们在本土联赛和杯赛中的表现获得参赛资格。这是欧洲俱乐部的二级赛事，地位在欧洲冠军联赛之下。1993-94赛季欧洲联盟杯采取淘汰赛制；在每一圈比赛中，球队进行两回合淘汰赛，在两场比赛中入球最多的球队晋级下一圈。
这是诺维奇城第一次（也是截至2023年的唯一一次）参加欧洲赛事，他们于1992-93赛季的首届英超联赛中以第三名完赛，成为他们在英格兰足球联赛体系中取得的最高排名。欧战则为诺维奇城在1990年代初期的“巨大成功”画上了句号。他们于第一圈淘汰了荷兰俱乐部维特斯，其中主场3-0获胜，在阿纳姆的僧侣之家体育场则0-0互交白卷。第二圈比赛开始前，诺维奇在1993-94赛季英超联赛中暂列第二，落后曼联7分，以净胜球领先第三名阿森纳。俱乐部在各项赛事中已连续保持9场不败。
相比之下，拜仁慕尼黑是欧洲赛事的常客。到这场比赛时，该俱乐部已经赢得了4座欧洲冠军奖杯、12次德甲冠军，以及许多国内杯赛冠军，这是他们参加的第185场欧战。拜仁在此前的本土赛季以落后云达不来梅1分的成绩屈居亚军，从而获得了参加欧洲联盟杯的资格。在这场比赛之前，他们于1993-94赛季德甲联赛中暂列第三，落后领头羊和睦法兰克福4分。与此同时，拜仁已在12场比赛中输掉了2场，但在进入欧洲联盟杯前的最近3场比赛中取得全胜，进11球仅失1球。他们在迪克曼体育场以4-3、在奥林匹克体育场以3-0双杀荷兰俱乐部特温特，从而以7-3的总比分晋级第二圈。
双方之间的明显差距导致人们预期在慕尼黑会出现压倒性的胜利。诺维奇城前锋克里斯·萨顿的父亲迈克后来表示:“我记得艾伦·麦基纳利预测拜仁将以10球左右的优势获胜。”在《泰晤士报》上，专栏作家马丁·塞缪尔总结了当时的局面：“德国人从未在主场输给过英格兰球队，诺维奇城的远征被认只不过是一次附带着足球比赛的异国旅行。”利物浦、埃弗顿、热刺、利兹联以及考文垂城此前都在拜仁的奥林匹克体育场铩羽而归。这曾是一项无法帮助却会影响到球员的重要认知。诺维奇城球员杰里米·戈斯在赛前表示：“我们周围的每个人都在说，我们若能将比分保持在0比3或0比4就不错了”。
在比赛开始前的几天，诺维奇城的主教练迈克·沃克仍然坚定地保持乐观。塞缪尔观察到:“显然没有人提醒沃克他的任务注定要失败……比赛前一天，他向所有愿意聆听的人表达了他的遐想”。沃克把注意力集中在了慕尼黑阵中一个不太可能出现的薄弱环节上：德国国家队队长、在欧洲足坛有着显赫身世的洛塔尔·马特乌斯。他赢得了大多数所能获得的主要荣誉，包括1990年世界杯冠军、欧洲足球先生和世界足球先生。到1993年，马特乌斯已经32岁，不再担任他曾在俱乐部和国家队取得巨大成功的中场位置，而是在拜仁司职清道夫。塞缪尔注意到，“带着一个欧战新手的虚张声势，沃克认为……[马特乌斯]不够好。令人高兴的是，他是对的”。《独立报》的特雷弗·海利特这样评价诺维奇的战术：“沃克引进了清道夫体系，并给它带来了积极的一面。三名后卫在伊恩·卡尔弗豪斯前面的空间游荡，而马克·鲍恩则前插，依靠其控球和传球能力加强进攻”。

## 比赛

### 赛前
诺维奇城有两名球员身受伤病困扰：后卫约翰·波尔斯顿和当季已射入7球的射手埃凡·埃科库；两人最终都错过了比赛。这两人连同卡尔弗豪斯、罗布·纽曼、加里·梅格森和伊恩·克鲁克，都在上一场对阵维特斯的比赛中被黄牌警告，这意味着如果本场比赛再次染黄，他们将无法参加次回合的比赛。拜仁方面，马库斯·舒普在上一场对阵特温特的比赛中领到两张黄牌而被禁赛，但已经伤停六周的奥拉夫·托恩则宣告伤愈复出。
诺维奇城感受到了德国球队狂妄自大地期待着胜利的感觉。布赖恩·冈恩回忆道：“拜仁管理层没有对我们表现出任何尊重，这很令人失望，他们有一种傲慢的态度。我们以此作为激励”。尽管有这种感觉，拜仁总经理乌利·赫内斯在赛前面对德国媒体的言论仍然保持谨慎，他向《踢球者》表示，诺维奇城是一支顶级球队，尤其是在客场。在《法兰克福汇报》中，莱纳·泽勒也指出诺维奇城的客场成绩是拜仁担心的一个原因；对方是英超最强的球队，当季联赛至此尚难求一败。

### 上半场
比赛于欧洲中部时间20:45在慕尼黑奥林匹克体育场举行，共有28,500名观众到场观战。拜仁慕尼黑立即发动攻势：第2分钟，克里斯蒂安·齐格在左翼传中至近门柱的马塞尔·维特切克，但后者的第一时间射门稍稍偏出。德国人在开场十分钟的大部分时间里继续控制比赛，耐心地寻找突破诺维奇城防线的方法。对于诺维奇城而言，他们满足于不断倒脚，寻找反击的机会。比赛的第12分钟，在马克·罗宾斯受伤时赢得任意球后，诺维奇城发起了进攻。纽曼漂浮的传中被马特乌斯勉强顶出，皮球飞向了拜仁禁区边缘。它直接落在戈斯的跑动路线上，高斯遂在20碼（18）处凌空抽射，越过了拜仁门将莱蒙德·奥曼，帮助英格兰人以1-0领先。
15分钟后，受伤的罗宾斯被达里尔·萨奇换下，后者占据了中场位置。拜仁再次发起进攻，但阿道弗·巴伦西亚策动的攻势被诺维奇防线化解。萨奇为诺维奇城创造了另一次机会，他摆脱马特乌斯后在近门柱处射门，但被奥曼扑出底线。第30分钟后，克鲁克从中线附近开出的任意球击中立柱。萨顿和奥利弗·克罗伊策跳起争顶，但球从他们头顶飞过。埋伏在两人身后的鲍恩随即扭腰甩头攻门，皮球越过奥曼，诺维奇城取得两球领先。为英国广播公司（BBC）解说这场比赛的约翰·莫特森当即惊叹：“这简直就是梦幻足球”！诺维奇城继续有效地应对拜仁慕尼黑施加的压力；他们经常让除了萨顿以外的所有球员都留守后场。第40分钟，拜仁取得突破，佐真奴右路传中，克里斯蒂安·内林格尔起跳接应得手，抢在斯宾塞·普赖尔之前将球顶入冈恩的左门柱，将比分差距追近至1球。半场战罢，诺维奇城以2-1领先。

### 下半场
拜仁保持耐心的传控，但在下半场加快了比赛的节奏。8分钟后，巴伦西亚在离诺维奇城球门6碼（5.5）处再次觅得良机，但他的射门被冈恩化解。戈斯对梅赫梅特·绍尔的犯规使拜仁获得禁区外的任意球机会，马特乌斯却主罚击中横梁。诺维奇城也制造了一些攻势，赢得两个角球，但他们都未能抓住机会。一名拜仁球员因铲球过迟犯规而铲中萨顿的右脚，使得诺维奇城一直恪守的纪律被暂时打破：伊恩·巴特沃思随即用双脚飞铲进行报复，并因此领到一张黄牌。拜仁慕尼黑做出了两项改变；米夏埃尔·施特恩科普夫于第60分钟换下齐格，5分钟后又由布鲁诺·拉巴迪亚换下绍尔；在战术上，马特乌斯从他的拖后位置进一步提前。第75分钟，佐真奴从右路传中，巴伦西亚一记有力的近距离头球攻门被冈恩挡出，《独立报》的特雷弗·海利特将此举形容为“令人惊叹”。在其自传中，冈恩表示是用“睾丸”救下了这个球，并补充说“你如何将它们拒之门外并不重要，重要的是将它们挡出去”，他将此视为其职业生涯中最重要的一次扑救。克罗伊策接到反弹球，但他的射门高出横梁。拜仁继续进攻；巴伦西亚于第78分钟获得了另一次机会，他的一记头球射偏；1分钟后，冈恩又被迫对马特乌斯的射门作出扑救。冈恩于伤停补时阶段再次挺身而出，在拉巴迪亚脚下将球牢牢扑住，确保诺维奇城以2-1赢得比赛。

### 细节
| 1993年10月19日 20:45 CEST |

| 拜仁慕尼黑   | 1–2  | 诺维奇城              |
| ------------ | ---- | --------------------- |
| 内林格尔 41' | 報告 | - 戈斯 12' - 鲍恩 30' |

| 慕尼黑奥林匹克体育场 觀眾人數：28,500 ：莱夫·松德尔（瑞典） |

| 拜仁慕尼黑 | 诺维奇城 |

| GK            | 1  | 莱蒙德·奥曼（c）      |  |     |
| SW            | 10 | 洛塔尔·马特乌斯       |  |     |
| CB            | 4  | 奥利弗·克罗伊策       |  |     |
| CB            | 5  | 托马斯·海尔默         |  |     |
| RWB           | 2  | 佐真奴                |  |     |
| LWB           | 3  | 克里斯蒂安·齐格       |  | 60' |
| CM            | 6  | 克里斯蒂安·内林格尔   |  |     |
| CM            | 7  | 扬·沃特斯             |  |     |
| AM            | 11 | 梅赫梅特·绍尔         |  | 65' |
| CF            | 8  | 马塞尔·维特切克       |  |     |
| CF            | 9  | 阿道弗·巴伦西亚       |  |     |
| 替补：        |    |                       |  |     |
| GK            | 12 | 乌韦·戈斯波达雷克     |  |     |
| MF            | 13 | 米夏埃尔·施特恩科普夫 |  | 60' |
| MF            | 14 | 奥拉夫·托恩           |  |     |
| FW            | 15 | 布鲁诺·拉巴迪亚       |  | 65' |
| FW            | 16 | 亚历山大·齐克勒       |  |     |
| 主教练：      |    |                       |  |     |
| 埃里希·里贝克 |    |                       |  |     |

| GK        | 1  | 布赖恩·冈恩        |     |     |
| SW        | 2  | 伊恩·卡尔弗豪斯    |     |     |
| CB        | 5  | 斯宾塞·普赖尔      |     |     |
| CB        | 4  | 伊恩·巴特沃思（c） | 56' |     |
| CB        | 6  | 罗布·纽曼          |     |     |
| RM        | 10 | 鲁埃尔·福克斯      |     |     |
| CM        | 8  | 伊恩·克鲁克        |     |     |
| CM        | 11 | 杰里米·戈斯        |     |     |
| LM        | 3  | 马克·鲍恩          |     |     |
| CF        | 7  | 马克·罗宾斯        |     | 15' |
| CF        | 9  | 克里斯·萨顿        |     |     |
| 替补：    |    |                    |     |     |
| GK        | 13 | 斯科特·豪伊        |     |     |
| MF        | 12 | 加里·梅格森        |     |     |
| MF        | 14 | 达里尔·萨奇        |     | 15' |
| MF        | 15 | 达伦·伊迪          |     |     |
| MF        | 16 | 安迪·约翰逊        |     |     |
| 主教练：  |    |                    |     |     |
| 迈克·沃克 |    |                    |     |     |

| 助理裁判： 米卡埃尔·汉松（瑞典） | 比赛规则 - 90分钟正赛。 - 5名替补球员。 - 最多两次换人。 |

## 后续

### 反应

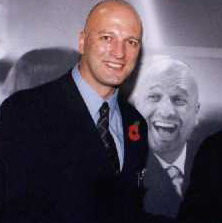
冈恩在最后时刻的扑救帮助诺维奇城保住了胜果

当终场哨响时，沃克在球场上拥抱了他的弟子，但警告他们“回到卡罗路还有一场艰苦的比赛要踢”。英国媒体则没有那么谨慎：“‘杰里击沉格里’是必然的标题，以此向效力诺维奇城最久的老臣子杰里米·戈斯致敬”。其他的新闻标题还包括有“金丝雀准备好屠戮”、“诺维奇城震惊拜仁慕尼黑”以及“金丝雀以耸人听闻的胜利震惊拜仁”等。高斯这样评价他的进球：“我不必刻意调整自己的步幅，我只是瞄准球门用右脚凌空抽射。这真是酣畅淋漓”。考虑到这样的结果是小概率事件，《四四二》刊文写道：“诺维奇城在奥林匹克体育场以2-0领先的消息坦率地说似乎是超现实的。”诺维奇城造就了这场失利尤为令人吃惊：他们“在这个级别（的赛事）上只能算个婴儿”，而且据戈斯所言，“毫无疑问，拜仁认为这很容易”。在分析结果的原因时，《独立报》将德国人的失败归咎于他们公然的态度:“他们付出了低估对手的代价，然而更尴尬的是，沃克听说对方一名官员在比赛前夕透露，他们希望在第三圈前往特内里费”。
德国方面，《踢球者》在对这场失利的分析中批评了拜仁的战术。它认为在第一个进球后，诺维奇城回撤得很深，拜仁应该更多地拉边，并增加射门。该报还指出，齐格在表现良好的时候被替换下场了，海尔默未能与施特恩科普夫建立有效的联系，而在拜仁球迷高喊“我们要布鲁诺”的呼声中，拉巴迪亚应该早些被换入。《踢球者》还赞扬了诺维奇城的战术和纪律。
杰里米·戈斯曾写下德国球员对首回合失利的反应：以马特乌斯为首的他们公开批评诺维奇城，称“诺维奇是一个无足轻重的小地方，那里的人们只吃芥末”，以此影射诺维奇是牛头牌芥末酱的故乡。戈斯表示这“并不明智……主教练团队会替他说话”。

### 次回合
双方次回合比赛于1993年11月3日在卡罗路体育场进行，诺维奇城的艾迪·艾堅比耶在20,643名观众面前上演了他的处子秀。作为俱乐部公认的英雄，一些球迷戴着戈斯的假发，穿着印有“Gossy”字样的T恤到场观战。冈恩指出，戈斯因为“射入如此关键的进球”而被昵称为“上帝”（God）。他为俱乐部效力了十年了，终于得到了他应有的认可。
巴伦西亚在开场第4分钟便射入一球，为拜仁将总比分扳为2-2。第50分钟，鲍恩的传中被萨顿头球摆渡至戈斯，由后者破门得分。此后，冈恩相继扑出了佐真奴、齐格和维特切克的射门，但未再取得入球。诺维奇最终以3-2的总比分获胜，晋级第三圈对阵国际米兰。当丹尼斯·博格坎普于第80分钟射入一粒点球后，诺维奇城在卡罗路以0比1输掉了首回合比赛，而在圣西罗的次回合比赛也以0比1结束，入球同样是来自博格坎普最后时刻的绝杀。在以总比分2比0淘汰诺维奇城后，国际米兰一路过关斩将贏得了赛事冠军。

### 影响

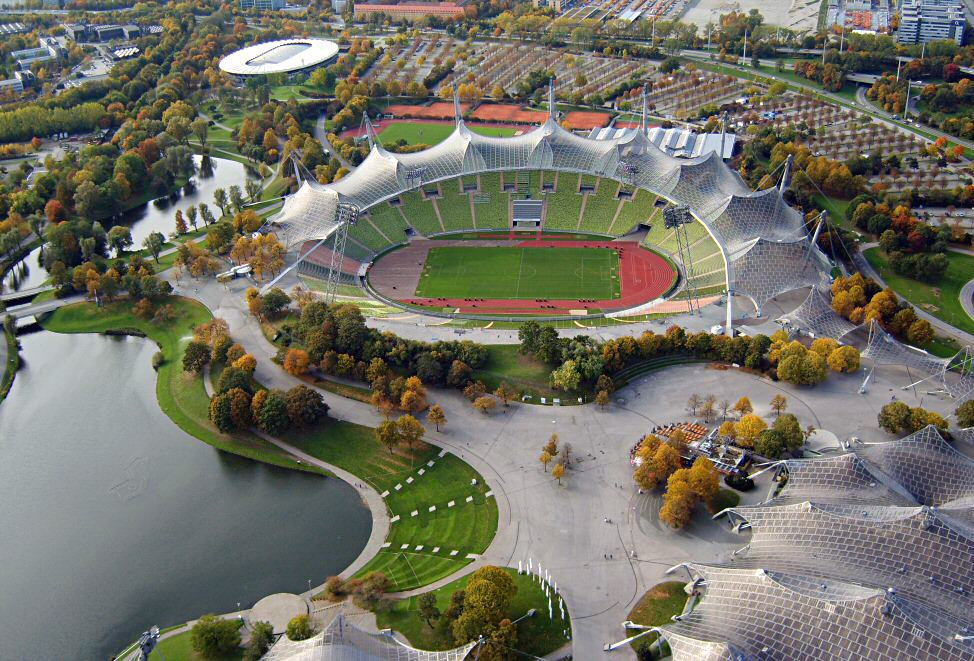
这是拜仁慕尼黑首次也是唯一一次在奥林匹克体育场被英国球队击败

这场比赛在诺维奇城的历史上有着相当重要的意义，被英国广播公司描述为“可称得上他们最辉煌的时刻”，而《每日电讯报》则称之为“他们最杰出的表现”。约翰·莫特森评论说，这场比赛标志着“诺维奇城从乡下地位崛起为欧洲的偶像。这是忠诚的、默默无闻的球员带来的令人耳目一新的影响……使得城队在欧洲大陆的雀跃如此耀眼”。2008年，诺维奇城进行的一项民意调查认为戈斯的首回合入球是俱乐部有史以来最伟大的入球。俱乐部甚至于2013年发布了一段纪念视频，以纪念这场比赛20周年。
这场比赛是英国球队唯一一次在奥林匹克体育场击败拜仁。自2005年搬到新的安联竞技场以来，截至2023年，拜仁在对阵英格兰球队的主场比赛中又输了四场。首先是在2012年欧洲冠军联赛决赛，他们通过120分钟的鏖战仍以1-1结束后的点球大战中不敌切尔西。然后是2013年3月13日，同样在欧冠联赛，拜仁以0-2负于阿森纳，但他们仍然凭借客场进球制晋级下一圈。在2013-14赛季欧冠分组赛中，拜仁也曾输给过曼城。至2018-19赛季欧冠联赛，利物浦在安联竞技场以3比1击败拜仁，进入四分之一决赛，从而第六次捧起欧冠奖杯。
诺维奇于1993-94赛季英超联赛中以第12名完赛，截至2023年，该俱乐部再也没有取得过参加欧洲赛事的资格。拜仁慕尼黑则以领先凯泽斯劳滕1分的优势赢得了当季德甲联赛的冠军，随后还曾四夺欧战锦标，其中包括2001年、2013年和2020年的欧洲冠军联赛。